# Bīzandeh
Bīzandeh (persiska: بیزنده) är en ort i Iran.   Den ligger i provinsen Västazarbaijan, i den nordvästra delen av landet, 600 km nordväst om huvudstaden Teheran. Bīzandeh ligger 992 meter över havet och antalet invånare är 674.
Terrängen runt Bīzandeh är kuperad åt nordost, men åt sydväst är den platt.Runt Bīzandeh är det ganska tätbefolkat, med 75 invånare per kvadratkilometer. Närmaste större samhälle är Īvowghlī, 7,5 km öster om Bīzandeh. Trakten runt Bīzandeh består till största delen av jordbruksmark.